# 富士錦猛光
富士錦 猛光（ふじにしき たけみつ、1937年3月18日 - 2003年12月17日）は、山梨県甲府市出身で高砂部屋に所属した大相撲力士。本名は一宮 章（旧姓は渡辺）。身長175cm、体重136kg。得意手は突き、押し。最高位は東小結。長男はプロレスラーの一宮章一、次男は元横綱・朝青龍のマネージャーの一宮章広。その風貌と優しく穏やかな性格から、「平和ちゃん」の愛称で親しまれた。

## 来歴
小学生の頃に相撲を初め、当初は嫌々だったが強くなり、中学生の時には県大会で優勝、高校1年で国体に出場するなどの実績を残した。
1952年（昭和27年）夏に髙砂一門が巡業に来た際に勧誘され後に4代目髙砂親方（元横綱前田山）から直々に勧誘されて入門を決意、1953年（昭和28年）3月場所初土俵。
四股名は入門当初に目を掛けてくれた髙砂部屋の横綱東富士の『富士』を頂戴して命名した。立合いに頭で当たって遮二無二行う突き押しが強かったが四つに組むと脆かった。一時期右で前ミツを取って出し投げを打っていたが、富士錦自体上背が無いためそれを行うと自分の体が浮いて上手くいかず、周囲にも怒られたためやらなくなった。
1959年1月場所新入幕。この場所は5勝10敗と大敗し十両に陥落。しかし1場所で返り咲きそれ以降は平幕上位に定着する。1963年（昭和38年）の7月場所中に母を亡くしたが奮起し、不振とはいえ2大関（豊山と栃ノ海）を倒して9勝6敗の成績を挙げ殊勲賞を獲得した。
1964年（昭和39年）、母の1周忌を済ませて臨んだ7月場所は誰しもが驚く絶好調、大鵬、柏戸の二横綱が休場不在とはいえ、豊山、佐田の山ら4人の大関を差し置いて14勝1敗の好成績を挙げて優勝した。千秋楽では激しく突き合い強敵の西関脇北の富士の突っ張りにひるまず、相手の出足を止めると一瞬の隙を見て左から叩き込んだ。上位での番付運に恵まれず小結で勝ち越すこと3回、さらに14勝1敗の好成績での優勝までありながら、関脇にはなれなかったが実力は関脇と認められている。史上初の最高位が小結の優勝力士になった。3横綱の内2人が休場し、平幕が優勝を果たした例としても、戦後15日制下ではこれが第1号となった。
1968年（昭和43年）11月場所は1勝14敗と大敗して現役を引退、年寄西岩を襲名。後に尾上と名跡を改め、髙砂部屋付き年寄として高見山らを厳しく指導し、審判委員を務めた。
1988年（昭和63年）に5代目髙砂（元横綱3代朝潮）が亡くなると6代目髙砂浦五郎として髙砂部屋を継承した。師匠としては先代から引き継いだ4代朝潮は既に衰え、朝潮の引退後小錦は横綱目前、水戸泉は大関を狙える所まで進みながら、どちらも膝の故障で果たせず番付を下げるなど力士の育成に苦労したが、直弟子の小結・闘牙、十両・泉州山など個性的な力士を輩出した。また、1990年（平成2年）から理事を務めた。
しかし2000年（平成12年）に闘牙が交通事故を起こしたことで師匠としての責任を問われ降格、減給処分を受けた。この頃から体調が優れなくなり入退院を繰り返すようになった。
2002年（平成14年）に元大関：4代朝潮の若松親方と年寄名跡を交換して部屋を譲り3月場所後に停年退職。退職後も髙砂部屋や一門の東関部屋に顔を出し、稽古を視察するなど元気な姿を見せていたが2003年（平成15年）12月17日、慢性腎不全のため死去した。66歳没。
墓石には「六代目 高砂浦五郎」と刻まれている。
1994年（平成6年）、東京都台東区に髙砂部屋が入った自宅マンションを建てたが、2002年（平成14年）の若松部屋との合併により、髙砂部屋は若松部屋の建物に移転する形となったことから、相撲部屋としては空き家になった。そのため、現在では独立間もない若手の部屋持ち親方に部屋を貸している（現在は立浪部屋が入居）。

## 秘話
- 長男（一宮章一）がプロレス入りしたことに一時期激怒し、勘当していたことがある。
- 髙砂部屋の床山だった床寿によれば、富士錦は演歌好きだったが、カラオケでは何故か『さざんかの宿』（大川栄策）と『長良川艶歌』（五木ひろし）しか歌わなかったという[8]。
- 新弟子を勧誘する度にその新弟子候補と記念撮影を行っていたが、撮影の際に袴の中で膝を曲げてわざと新弟子候補が自分より大きく見えるようにしていた。同郷（山梨県）の後輩であった富士櫻も「いやあ、君は背が高いなあ。ほら、オレよりもこんなに。ウン、これなら大丈夫だ。立派な関取になれる」と富士錦に口説かれて入門したが、入門後にどの兄弟子を見ても自分より大きかったのでショックを受け、後になってそのカラクリに気付いたという[9]。
- 高砂部屋伝統の皿土俵は本場所の土俵と勝手が違うため、1961年5月場所7日目に行われた高砂一門座談会で司会の北出清五郎から感想を聞かれたが、その時「さあ。ワシら大体、あんまり残ろうって気はないから（笑）」と答えた[3]。

## 主な成績
- 通算成績：574勝559敗5休 勝率.507
- 幕内成績：414勝466敗5休 勝率.470
- 現役在位：86場所
- 幕内在位：59場所
- 三役在位：10場所（小結10場所）
- 各段優勝
  - 幕内最高優勝：1回（1964年7月場所)
  - 幕下優勝：1回（1956年9月場所）
- 三賞：7回
  - 殊勲賞：2回 (1963年3月場所,1963年7月場所)
  - 敢闘賞：4回 (1959年7月場所,1959年11月場所,1961年1月場所,1964年7年場所)
  - 技能賞：1回 (1964年7月場所)
- 雷電賞：2回（1959年7月場所、1964年7月場所）
- 金星：7個（若乃花1個、栃ノ海3個、柏戸2個、佐田の山1個）

### 場所別成績
| | 一月場所 初場所（東京） | 三月場所 春場所（大阪） | 五月場所 夏場所（東京） | 七月場所 名古屋場所（愛知） | 九月場所 秋場所（東京） | 十一月場所 九州場所（福岡） |
| --- | ----------------------- | ----------------------- | ----------------------- | --------------------------- | ----------------------- | --------------------------- |
| 1953年 （昭和28年） | x                       | 西新序 3–0              | 西序二段26枚目 5–3      | x                           | 東序二段10枚目 4–4      | x                           |
| 1954年 （昭和29年） | 東序二段5枚目 5–3       | 西三段目50枚目 4–4      | 東三段目48枚目 4–4      | x                           | 西三段目44枚目 6–2      | x                           |
| 1955年 （昭和30年） | 東三段目29枚目 5–3      | 東三段目8枚目 4–4       | 東三段目3枚目 3–5       | x                           | 西三段目5枚目 5–3       | x                           |
| 1956年 （昭和31年） | 東幕下53枚目 5–3        | 西幕下43枚目 6–2        | 東幕下35枚目 6–2        | x                           | 西幕下24枚目 優勝 7–1   | x                           |
| 1957年 （昭和32年） | 西幕下6枚目 2–6         | 東幕下15枚目 7–1        | 東幕下3枚目 3–5         | x                           | 東幕下8枚目 4–4         | 東幕下8枚目 5–3             |
| 1958年 （昭和33年） | 西幕下4枚目 6–2         | 西十両24枚目 8–7        | 東十両23枚目 11–4       | 西十両14枚目 8–7            | 西十両10枚目 11–4       | 西十両2枚目 11–4            |
| 1959年 （昭和34年） | 東前頭18枚目 5–10       | 東十両3枚目 12–3        | 西前頭18枚目 9–6        | 西前頭14枚目 12–3 敢        | 西前頭3枚目 4–11        | 東前頭11枚目 12–3 敢        |
| 1960年 （昭和35年） | 東前頭2枚目 9–6         | 西小結 7–8              | 西前頭2枚目 5–10        | 西前頭6枚目 5–10 ★          | 東前頭7枚目 6–9         | 東前頭11枚目 11–4           |
| 1961年 （昭和36年） | 西前頭4枚目 10–5 敢     | 西張出小結 8–7          | 東小結 7–8              | 東前頭筆頭 9–6              | 東小結 8–7              | 東小結 8–7                  |
| 1962年 （昭和37年） | 西小結 4–11             | 東前頭5枚目 7–8         | 西前頭4枚目 4–11        | 西前頭10枚目 9–6            | 東前頭5枚目 8–7         | 西前頭筆頭 4–11             |
| 1963年 （昭和38年） | 西前頭7枚目 11–4        | 東前頭筆頭 8–7 殊       | 西小結 4–11             | 西前頭3枚目 9–6 殊          | 西小結 2–8–5            | 西前頭7枚目 8–7             |
| 1964年 （昭和39年） | 西前頭3枚目 7–8         | 西前頭3枚目 4–11        | 西前頭5枚目 5–10        | 西前頭9枚目 14–1 敢技       | 東小結 4–11             | 西前頭4枚目 6–9 ★           |
| 1965年 （昭和40年） | 東前頭6枚目 8–7         | 西前頭3枚目 5–10        | 西前頭5枚目 6–9         | 西前頭7枚目 10–5            | 東前頭3枚目 7–8 ★       | 西前頭3枚目 8–7             |
| 1966年 （昭和41年） | 東前頭3枚目 8–7         | 西前頭2枚目 6–9 ★       | 西前頭3枚目 9–6 ★       | 東前頭筆頭 6–9              | 西前頭3枚目 7–8         | 西前頭3枚目 10–5            |
| 1967年 （昭和42年） | 西張出小結 6–9          | 東前頭2枚目 8–7 ★       | 東前頭筆頭 2–13         | 西前頭5枚目 7–8             | 西前頭6枚目 5–10        | 東前頭9枚目 8–7             |
| 1968年 （昭和43年） | 東前頭7枚目 8–7         | 西前頭5枚目 5–10        | 西前頭8枚目 7–8         | 東前頭9枚目 6–9             | 東前頭12枚目 8–7        | 西前頭9枚目 引退 1–14–0     |
| 各欄の数字は、「勝ち-負け-休場」を示す。 優勝 引退 休場 十両 幕下 三賞：敢=敢闘賞、殊=殊勲賞、技=技能賞 その他：★=金星 番付階級：幕内 - 十両 - 幕下 - 三段目 - 序二段 - 序ノ口 幕内序列：横綱 - 大関 - 関脇 - 小結 - 前頭（「#数字」は各位内の序列） |                         |                         |                         |                             |                         |                             |

### 幕内対戦成績
| 力士名   | 勝数 | 負数 | 力士名 | 勝数 | 負数 | 力士名 | 勝数 | 負数 | 力士名       | 勝数 | 負数  |
| -------- | ---- | ---- | ------ | ---- | ---- | ------ | ---- | ---- | ------------ | ---- | ----- |
| 青ノ里   | 23   | 6    | 浅瀬川 | 5    | 2    | 天津風 | 3    | 3    | 荒岐山       | 1    | 0     |
| 荒波     | 3    | 2    | 泉洋   | 1    | 3    | 一乃矢 | 1    | 0    | 岩風         | 1    | 1     |
| 宇多川   | 4    | 1    | 追風山 | 3    | 0    | 扇山   | 1    | 0    | 大位山       | 0    | 1     |
| 大瀬川   | 1    | 1    | 大晃   | 7    | 4    | 岡ノ山 | 1    | 0    | 小城ノ花     | 8    | 10    |
| 海山     | 3    | 1    | 海乃山 | 6    | 13   | 開隆山 | 3    | 9    | 柏戸         | 2    | 23    |
| 金乃花   | 7    | 8    | 北ノ國 | 1    | 0    | 北の洋 | 3    | 3    | 北の花       | 2    | 2     |
| 北の冨士 | 5    | 11   | 北葉山 | 12   | 19   | 君錦   | 6    | 3    | 清恵波       | 1    | 0     |
| 清國     | 3    | 7    | 清ノ森 | 2    | 1    | 鬼竜川 | 2    | 2    | 麒麟児       | 4    | 4     |
| 鯉の勢   | 1    | 0    | 高鉄山 | 8    | 7    | 琴ヶ濱 | 7    | 6    | 琴櫻         | 6    | 4     |
| 佐田の山 | 5    | 22   | 沢光   | 0    | 3    | 潮錦   | 3    | 1    | 信夫山       | 1    | 0     |
| 大豪     | 8    | 9    | 大鵬   | 3    | 27   | 大雄   | 4    | 3    | 大竜川       | 1    | 0     |
| 玉嵐     | 3    | 2    | 玉乃海 | 2    | 2    | 玉乃島 | 4    | 7    | 常錦         | 6    | 1     |
| 鶴ヶ嶺   | 13   | 10   | 出羽錦 | 11   | 6    | 天水山 | 1    | 2    | 時津山       | 3    | 0     |
| 時錦     | 0    | 2    | 時葉山 | 2    | 3    | 戸田   | 3    | 4    | 栃東         | 3    | 1     |
| 栃王山   | 4    | 2    | 栃錦   | 0    | 3    | 栃ノ海 | 7    | 16   | 栃光         | 9    | 18(1) |
| 栃富士   | 1    | 0    | 豊國   | 11   | 6    | 成山   | 5    | 1    | 羽黒川       | 6    | 9     |
| 羽黒山   | 11   | 8    | 長谷川 | 1    | 5    | 花光   | 3    | 6    | 羽子錦       | 2    | 0     |
| 廣川     | 4    | 8    | 福田山 | 4    | 2    | 福の花 | 6    | 5    | 房錦         | 1    | 1     |
| 藤ノ川   | 0    | 7    | 二子岳 | 0    | 3    | 星甲   | 2    | 1    | 禊鳳         | 2    | 4     |
| 三根山   | 2    | 0    | 明武谷 | 10   | 13   | 陸奥嵐 | 1    | 4    | 八染         | 0    | 1     |
| 豊山     | 6    | 18   | 義ノ花 | 4    | 5    | 芳野嶺 | 0    | 1    | 龍虎         | 1    | 3     |
| 若杉山   | 7    | 2    | 若秩父 | 10   | 2    | 若天龍 | 5    | 8    | 若浪         | 6    | 6     |
| 若鳴門   | 2    | 1    | 若ノ海 | 6    | 7    | 若ノ國 | 7    | 3    | 若乃花(初代) | 3    | 6     |
| 若羽黒   | 11   | 9    | 若葉山 | 2    | 0    | 若二瀬 | 0    | 3    | 若見山       | 15   | 2     |
| 若吉葉   | 2    | 0    |        |      |      |        |      |      |              |      |       |

## 改名歴
- 渡辺 章（わたなべ あきら）1953年3月
- 冨士錦 章（ふじにしき あきら）1953年5月-1959年3月
- 冨士錦 昇（ふじにしき のぼる）1959年5月
- 冨士錦 章（ふじにしき あきら）1959年7月-1962年9月
- 富士錦 章（ふじにしき あきら）1962年11月-1963年5月
- 富士錦 猛光（ふじにしき たけみつ）1963年7月-1968年11月

## 年寄変遷
- 西岩 猛光（にしいわ たけみつ）1968年11月-1969年3月
- 西岩 章（にしいわ あきら）1969年3月-1971年9月
- 尾上 章（おのうえ -）1971年9月-1979年3月
- 尾上 彰（おのうえ -）1979年3月-1988年10月
- 髙砂 彰伸（たかさご あきのぶ）1988年10月-1988年12月
- 髙砂 浦五郎（たかさご うらごろう）1988年12月-2002年2月
- 若松 章（わかまつ あきら）2002年2月-2002年3月